# Gros Ventre (volk)
De Gros Ventre of Atsina (endoniemen: A'ani, A'aninin en Haaninin) zijn een indiaans volk dat in de 19e eeuw in het noorden van de Great Plains leefde, in het gebied van de huidige Amerikaanse staat Montana. Hun oorspronkelijke taal, het Gros Ventre, behoort tot de Algonkische talen. Cultureel gezien behoren de Gros Ventre tot de prairie-indianen.
Oorspronkelijk vormden de Gros Ventre en Arapaho één volk. In het begin van de 18e eeuw splitste dit volk zich in tweeën. Halverwege de 18e eeuw verkregen de Gros Ventre paarden en omstreeks dezelfde tijd kwamen ze voor het eerst in contact met blanken. Later voegden ze zich bij de Blackfootconfederatie, die ze in 1861 weer verlieten. In 1888 werd het Fort Belknap Indian Reservation opgericht in het noorden van Montana, waar de Gros Ventre zich samen met de Assiniboine moesten vestigen. Samen met hen vormen ze tegenwoordig de federaal erkende Fort Belknap Indian Community of the Fort Belknap Reservation of Montana, met 3682 leden in 2000.